# Volx
Volx é uma comuna francesa na região administrativa da Provença-Alpes-Costa Azul, no departamento dos Alpes da Alta Provença. Estende-se por uma área de 19,52 km². Em 2010 a comuna tinha 3 225 habitantes (densidade: 165,2 hab./km²).